# Dennis Weaver

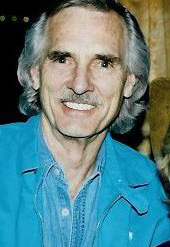
Dennis Weaver, 1997

William Dennis Weaver (* 4. Juni 1924 in Joplin, Missouri; † 24. Februar 2006 in Ridgway, Colorado) war ein US-amerikanischer Schauspieler.

## Leben
Zu Schul- und Studienzeiten war Weaver ein erfolgreicher Sportler; so wurde er unter anderem 1948 Sechster bei den US-Meisterschaften im Zehnkampf. Seine Bühnenkarriere begann er mit der Hilfe von Shelley Winters, die ihm 1952 eine Rolle in Kehr zurück, kleine Sheba verschaffte. Ab 1952 kam er auch zu Filmrollen, die in den ersten Jahren aber eher klein ausfielen.
Zwischen 1955 und 1964 verkörperte er in der Westernserie Rauchende Colts die Figur Chester, für die er mit einem Emmy Award ausgezeichnet wurde. Diese Episoden wurden bis auf wenige Ausnahmen in Deutschland nicht ausgestrahlt. Zu seinen bekanntesten Filmauftritten gehören unter anderem jene als einfältiger Nachtportier in Orson Welles’ Im Zeichen des Bösen sowie als Sidekick von James Garner in Der Einsame aus dem Westen. In Steven Spielbergs Filmdebüt Duell (1971) spielte er die Hauptrolle, einen einsamen Autofahrer, der sich von einem Truck verfolgt sieht. In Deutschland erlangte er außerdem durch die Krimiserie Ein Sheriff in New York (1970 bis 1977) große Beliebtheit, in der er die Titelrolle des Deputy Marshal Sam McCloud verkörperte. In späteren Jahren war Weaver besonders oft in Fernsehfilmen zu sehen, seine letzte Rolle hatte er 2005 in fünf Folgen der Serie Wildfire.
Von 1973 bis 1975 war Weaver Präsident der Screen Actors Guild. 2006 erlag der Schauspieler im Alter von 81 Jahren einem Lungenkrebsleiden. Seine drei Söhne Rick (* 1949), Robby (* 1953) und Rusty (* 1959) aus der 1945 geschlossenen Ehe mit Gerry Stowell sind ebenfalls in der Filmbranche tätig.

## Filmografie

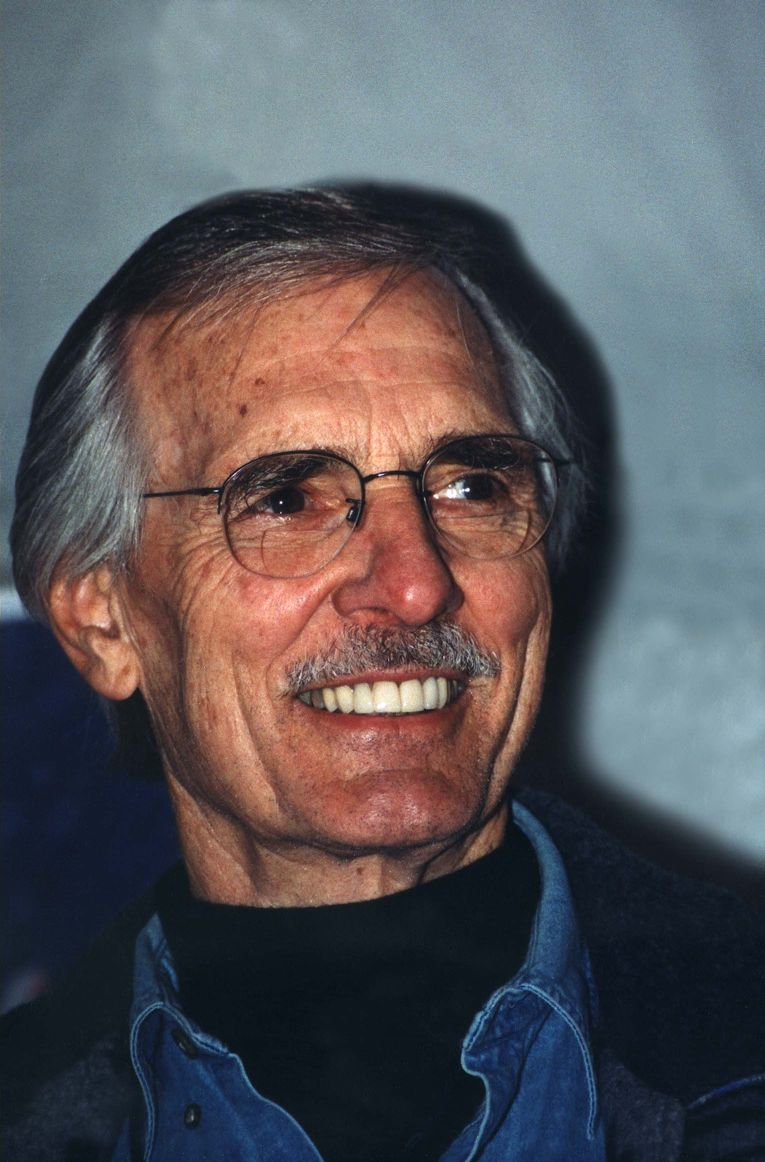
Dennis Weaver (2000)

- 1952: Fluch der Verlorenen (Horizons West)
- 1952: Gier nach Gold (The Raiders) – Regie: Lesley Selander
- 1953: Feuerkopf von Wyoming (The Redhead from Wyoming) – Regie: Lee Sholem
- 1953: Die Welt gehört ihm (The Mississippi Gambler) – Regie: Rudolph Maté
- 1953: Bis zur letzten Kugel (The Nebraskan) – Regie: Fred F. Sears
- 1953: Die Hand am Colt (Law and Order) – Regie: Nathan Juran
- 1953: Gefährliches Blut (The Lawless Breed)
- 1953: Kolonne Süd (Column South)
- 1953: Verschwörung auf Fort Clark (War arrow) – Regie: George Sherman
- 1953: Das goldene Schwert (The Golden Blade)
- 1953: Der Mann vom Alamo (The Man from Alamo)
- 1954: Rächer in Schwarz (Ten Wanted Men) – Regie: H. Bruce Humberstone
- 1955–1964: Rauchende Colts (Gunsmoke) (Fernsehserie, 290 Folgen)
- 1955: Der Speer der Rache (Chief Crazy Horse)
- 1955: Sieben Reiter der Rache (Seven Angry Men) – Regie: Charles Marquis Warren
- 1955: Sturm-Angst (Storm fear)
- 1958: Im Zeichen des Bösen (Touch Of Evil)
- 1960: Der Admiral (The Gallant Hours) – Regie: Robert Montgomery
- 1964–1965: Kentucky Jones (Fernsehserie, 26 Folgen)
- 1965: Duell in Diablo (Duel at Diablo)
- 1966: Das Mondkalb (Way… way out) – Regie: Gordon Douglas
- 1966: Gentle Giant – Regie: James Neilson
- 1970: Der Einsame aus dem Westen (Sledge)
- 1971: Duell (Duel)
- 1971: Männer, wie die Teufel (alternativ: Stoßtrupp durch die Hölle) (Mission Batangas) – Regie: Keith Larsen
- 1971: Was ist denn bloß mit Helen los? (What’s the Matter with Helen?)
- 1974: Der Mann mit dem goldenen Hut (McCloud: The man with the golden hat) – Regie: Lou Antonio
- 1974: Ein Cowboy im Paradies (Cowboy in paradise) – Regie: Jerry Paris
- 1976: Bonnie und McCloud (Bonnie and McCloud) – Regie: Steven Hillard Stern
- 1978: Das Urteil des Richters (A cry for justice) – Regie: Bob Kelljan
- 1981: Am Ende des Weges (The Day the loving stopped) – Regie: Daniel Mann
- 1982: Wiegenlied des Grauens (Don’t go to sleep) – Regie: Richard Lang
- 1983: Cocain (Cocaine – one man’s seduction) – Regie: Paul Wendkos
- 1985: Magnum (Fernsehserie, Episode 5x18)
- 1986: Bluffing It – Regie: James Sadwith
- 1988: Inferno auf Rampe 7 (Disaster at Silo 7) – Regie: Larry Elikann
- 1989: McCloud rechnet ab (Return of Sam McCloud) – Regie: Alan J. Levi
- 1994: Greyhounds – Schnüffler gehen nie in Rente (Greyhounds) – Regie: Kim Manners
- 1995: Die Abenteuer von Two Bits und Pepper (Two bits and Pepper) – Regie: Corey Michael Eubanks
- 1997: Schleier der Unschuld (Seduction in a small town) – Regie: Charles Wilkinson
- 1998: Im Tal der Wildkatzen (Escape from Wildcat Canyon) – Regie: Marc Voizard
- 2000: Destination Impact (Submerged) – Regie: Ed Raymond
- 2000: Land der Gesetzlosen (The Virginian) – Regie: Bill Pullman
- 2004: Die Kühe sind los (Home on the Range) (Stimme) – Regie: Will Finn, John Sanford
- 2005: Wildfire (Fernsehserie, 5 Folgen)

## Autobiografie
- All the World’s a Stage. Hampton Roads Pbl., 2003, ISBN 1-57174-287-5.